# Héliopolis (roman)
Pour les articles homonymes, voir Héliopolis.
Héliopolis (titre original : Heliopolis, Rückblick auf eine Stadt) est un roman d'Ernst Jünger paru en 1949. 
La critique littéraire est partagée sur la classification du roman : certains le caractérisent d'œuvre utopique, d'autres d'œuvre dystopique, d'autres encore la rangent parmi les récits de science-fiction. 
Il a été traduit en français par Henri Plard (Plon 1952, Christian Bourgois 1975). En outre, il a fait l'objet d'une traduction en suédois par Kjell Ekström (Natur & Kultur, 1954), en espagnol (Seix Barral, 1981) et en italien par Marola Guarducci (Guanda, 2006).

## Résumé
L'action du roman se situe dans un monde imaginaire en proie à  une grande instabilité. Une guerre monstrueuse (l’Ère des Grands Embrasements -  die Ära der Großen Feuerschläge) vient de se terminer. Elle a été gagnée par le Régent, face à la rébellion de la Ligue Mais celui-ci, déçu par l'attitude des hommes, a quitté la terre en emportant avec lui toutes les armes de destruction massive. Depuis, le monde s'est divisé en plusieurs États de Diadoques. Heliopolis est la capitale de l'un d'entre eux.
La ville traverse une grave crise. En effet, le pouvoir est partagé entre deux camps rivaux. D'un côté, le Proconsul incarne la « légitimité aristocratique ». De l'autre côté, le Bailli gouverne au nom de la « légalité populaire ». Le camp du Proconsul s'appuie sur l'armée, l'université, l'« Office du Point » (les archives) et, depuis peu, l'Energeion, la principale source d'énergie dont dépend la ville. Le Bailli dirige la police, la presse, l'inquiétant « Institut de toxicologie » et l'« Office central ». Derrière les deux hommes s'affrontent deux « Écoles », c'est-à-dire deux conceptions du monde : le camp du Proconsul vise la liberté et la perfection de l'homme, et la formation d'une élite nouvelle. Le camp du Bailli vise la perfection de la technique, en assurant la domination d'une bureaucratie collectiviste et absolue, dans une société nivelée. Mais aucun des deux camps n'arrive à l'emporter. Complots, attentats, menaces, coups de main, campagnes de presse, accords et déclarations de réconciliation apparente se succèdent. Profitant de la situation, un étrange ordre militaire, celui des Mauritaniens, tente de prospérer en jouant les arbitres entre les deux partis.
Le personnage principal, le commandant Lucius de Geer, est un haut fonctionnaire de l'administration du Proconsul. Il est secondé par son fidèle homme de main, Costar, son chauffeur Mario et sa gouvernante donna Emilia. Il vit dans un appartement situé sur les hauteurs du Palais, la Volière, avec son chat Alamouth. Il est profondément acquis à la conception de l'État et de l'homme défendues par le Proconsul, mais il n'a plus aucun espoir en une victoire. Pire, il estime que les dirigeants de son camp se comportent parfois de manière aussi basse et machiavélique que ceux du camp adverse. Pour ces raisons, il se réfugie dans la métaphysique, la poésie et les arts, en compagnie de ses amis le peintre Halder, l'écrivain Ortner et le philosophe Serner. Il se laisse volontiers dominer par ses sentiments et ses émotions, ce qui inquiète sérieusement son supérieur hiérarchique direct, le Chef, dit aussi le Général. Celui-ci continue pourtant à le charger de missions de la plus haute importance, souvent diplomatiques mais parfois aussi militaires.
Lors d'une émeute, Lucius sauve la vie de Boudour Péri, une jeune fille, qu'il va plus tard revoir et avec qui il va commencer une étrange relation,  Elle est la fille d'une mère norvégienne et d'un maroquinier issu de la communauté parsi, importante dans la ville. Ensemble ils vont vivre une expérience psychotrope, lors de la Nuit du laurier.
Peu de temps après, au cours d'une mission militaire de type coup de main (ou commando) particulièrement dangereuse, Lucius commet une faute grave qui entraîne sa chute en disgrâce.
En accord avec ses supérieurs, il décide donc d'aller rejoindre le Régent, qui, dans des contrées lointaines et mystérieuses (Au-delà des Hespérides), prépare patiemment une nouvelle élite, « formée par la souffrance ». Un étrange Pilote bleu vient les chercher en fusée intersidérale, lui et Boudour Péri qu'il vient d'épouser. 

## Science-fiction, utopie ou dystopie?
Le nom du roman est une allusion au roman utopique de La città del Sole (1602) de Tommaso Campanella. Le livre  n'est pas sans rappeler deux autres grandes contre-utopies du XXe siècle : 1984 (paru d'ailleurs la même année) et le Meilleur des mondes.

### Un cadre géographique et temporel mystérieux
Heliopolis est au centre d'un monde mystérieux, où se retrouvent nombre d'éléments se référents à la géographie de notre monde (le Burgenland - traduit par « Pays des Castels  » par Henri Plard - province de naissance de Lucius, les Asturies, la Norvège), souvent méditerranéens (les Diadoques, Vinho del Mar, Castelmarino, le Pagos) ou mythologiques (les Hespérides). On trouve aussi des références culturelles, littéraires, philosophiques (le christianisme, la mythologie grecque, Nietzsche) et même historiques (Napoléon, Louis-Philippe et Fieschi) au monde du lecteur.

### Les innovations techniques
Dans le roman cohabitent différents niveaux techniques : d'un côté, au Burgenland , on se déplace qu'à cheval. L'équitation et l'escrime tiennent d'ailleurs un rôle central dans l'instruction des officiers.
Mais le roman présente de nombreuses innovations technologiques, qui présentent des aspects positifs et négatifs pour les hommes. C'est la raison pour laquelle les critiques voient dans le roman une réflexion profonde sur les rapports entre l'homme et la technique dans la société post-industrielle.
Les principales innovations techniques rencontrées dans le roman sont :
- le Phonophore: un téléphone portable, intransmissible, qui, outre son usage de télécommunication, peut servir de passeport, de moyen d'identification et de payement, d'encyclopédie, d'aide au déplacement et à la navigation, etc.
- l'Energeion (ou Rayonnement) : une sorte d'énergie nucléaire qui a remplacé presque toutes les autres sources d'énergie
- les bateaux à propulsion silencieuse et rapides et les fusées intersidérales
- les armes de destruction massive
- des inventions améliorant le confort : l'éclairage sans ombre des rues jour et nuit, le pulvérisateur d'ambiance, la climatisation des logements.

## Le roman et l'écrivain
La critique littéraire différencie dans l'œuvre de Jünger deux périodes de production: les livres de jeunesse et les livres de maturité. Jünger parle lui-même de son propre « Altes Testament », qui regroupe ses récits de guerre dans lesquels tous les personnages et les faits sont réels, et de son « Neues Testament », composé d’œuvres de fiction, dans lesquelles les figures et les lieux imaginaires croisent de nombreuses références au monde réel. Heliopolis fait clairement partie de cette deuxième catégorie,. 
Si le théâtre du roman se situe dans un monde imaginaire, la description de la ville laisse penser que Jünger s’est inspiré de la géographie de Naples. En effet, il avait effectué en 1925 un stage de deux mois à la Stazione Zoologica, un institut de recherche en biologie marine fondé en 1872 par l'allemand Anton Dohrn. Il écrira que ce séjour fut pour lui moins « scientifique » que « magique » et « philosophique ». 

### Travaux parus en allemand
- Hans Krah, « Die Apokalypse als literarische Technik. Ernst Jüngers Heliopolis im Schnittpunkt denk- und diskursgeschichtlicher Paradigmen » dans Lutz Hagestedt (dir.), Ernst Jünger. Politik, Mythos, Kunst, De Gruyter, Berlin 2004, p. 225–252,  (ISBN 3-11-018093-6)
- Ralf Hayer, Über dieses Buch hinaus gibt es für Jünger keine Entwicklung mehr: Ernst Jüngers Heliopolis im Spiegel der Literaturkritik. In : Zarska Natalia, Gerald Diesener & Wojciech Kunicki (Hrsg.): Ernst Jünger - eine Bilanz. Leipzig: Leipziger Universitätsverlag, 2010, p. 498-509.
- Peter Uwe Hohendahl, Erzwungene Synthese: Heliopolis als poetisch-theologisches Experiment. In: ders.: Erfundene Welten – Relektüren zu Form und Zeitstruktur in Ernst Jüngers erzählender Prosa. München : Fink, 2013, p. 49-73.
- Jürgen Jacobs, Ernst Jünger als Romancier. Zu Heliopolis. In: Wirkendes Wort. Deutsche Sprache und Literatur in Forschung und Lehre. Trier. 55. Jg., 2005, Heft 1, p. 77-85.
- Nils Lundberg, Hier aber treten die Ordnungen hervor – Gestaltästhetische Paradigmen in Ernst Jüngers Zukunftsromanen. Heidelberg : Universitätsverlag Winter, 2016.
- Till Rodheudt, Die Philosophie Ernst Jüngers aus dem Geist der Mythologie – Unter besonderer Berücksichtigung des Romans „Heliopolis – Rückblick auf eine Stadt“. Hamburg: Verlag Dr Kovac, 2002.
- Franz Schwarzbauer, Heliopolis – eine kritische Lektüre – Jüngers Roman zwischen Zeitdiagnose und Erzählkunst. In: Knapp Georg (Hrsg.): Freiheit, Tübingen: Attempto Verlag, 2015, p. 143-163.
- Bernd Stiegler, Technische Innovation und literarische Imagination. Ernst Jüngers narrative Technikvisionen in Heliopolis, Eumeswil und Gläserne Bienen. In: Schöning Matthias & Stöckmann Ingo (Hrsg.): Ernst Jünger und die Bundesrepublik. Ästhetik-Politik-Zeitgeschichte. Berlin : De Gruyter, 2012, p. 295-308.
- Philippe Wellnitz, Heliopolis, eine Utopie ? In: Beltran-Vidal Danièle (Hrsg.): Images d’Ernst Jünger – Actes du colloque organisé par le Centre de Recherche sur l’Identité Allemande de l’Université de Savoie. Berlin: Peter Lang, 1996, p. 23-34.

### Travaux parus en français
- Philippe Baillet, « Mythes et figures dans Heliopolis d'Ernst Jünger », Totalité, no 2, 1977, p. 24-35.
- Danièle Beltran-Vidal, « Visages d'Ernst Jünger dans Heliopolis » dans Allemagne d'aujourd'hui, Paris, Presses Universitaires du Septentrion, 1997, Heft N.139, p. 117-134.
- Philippe Wellnitz, Ernst Jünger, le mythe et l’utopie: Héliopolis, cité idéale? In : Barthelet Philippe (Hrsg.): Les Dossiers H: Ernst Jünger. Lausanne: L’Age d’Homme, 2000, p. 38-44.

### Travaux parus en anglais
- (en) M. B. Peppard, « Ernst Jünger'S «Heliopolis» », Symposium: A Quarterly Journal in Modern Literatures, vol. 7, no 2,‎ 1953, p. 250-261 (ISSN 0039-7709, e-ISSN 1931-0676, DOI 10.1080/00397709.1953.10732395).
- Alan Corkhill, Spaces for Happiness in the Twentieth-Century German Novel - Mann, Kafka, Hesse, Jünger, Peter Lang, 2011 (le ch. 4 porte sur Héliopolis)